# Relações entre Brasil e Nova Zelândia
As relações Brasil-Nova Zelândia referem-se às relações diplomáticas entre o Brasil e a Nova Zelândia.  Ambas as nações são membros do Grupo Cairns e das Nações Unidas.

## História
Durante o colonialismo europeu, o Brasil e a Nova Zelândia teriam estado em contato quando os navios portugueses que transportavam mercadorias do Brasil negociavam com navios britânicos que transportavam mercadorias da Nova Zelândia. Já em 1874, o censo da Nova Zelândia mostra brasileiros residindo na Nova Zelândia. Durante a Segunda Guerra Mundial, soldados do Brasil e da Nova Zelândia lutaram juntos durante a Campanha da Itália (1943-1945).  Ambas as nações são membros fundadores das Nações Unidas.
As relações diplomáticas oficiais entre o Brasil e a Nova Zelândia foram estabelecidas em 1964. Em 1997, o Brasil abriu uma embaixada em Wellington. Em novembro de 2001, a Primeira-Ministra da Nova Zelândia Helen Clark fez uma visita ao Brasil, a primeira de um Primeiro-Ministro da Nova Zelândia, e inaugurou a embaixada da Nova Zelândia em Brasília. Em 2010, um esquema de visto de férias de trabalho foi acordado entre as duas nações. Em 2013, o primeiro-ministro da Nova Zelândia, John Key, fez uma visita ao Brasil. Sua visita incluiu um encontro oficial com a presidente do Brasil, Dilma Rousseff.
Os brasileiros são a maior comunidade latino-americana na Nova Zelândia. Em 2018, os dois países realizaram o VIII Encontro de Consulta Política Brasil-Nova Zelândia, em Brasília.

## Visitas de alto nível

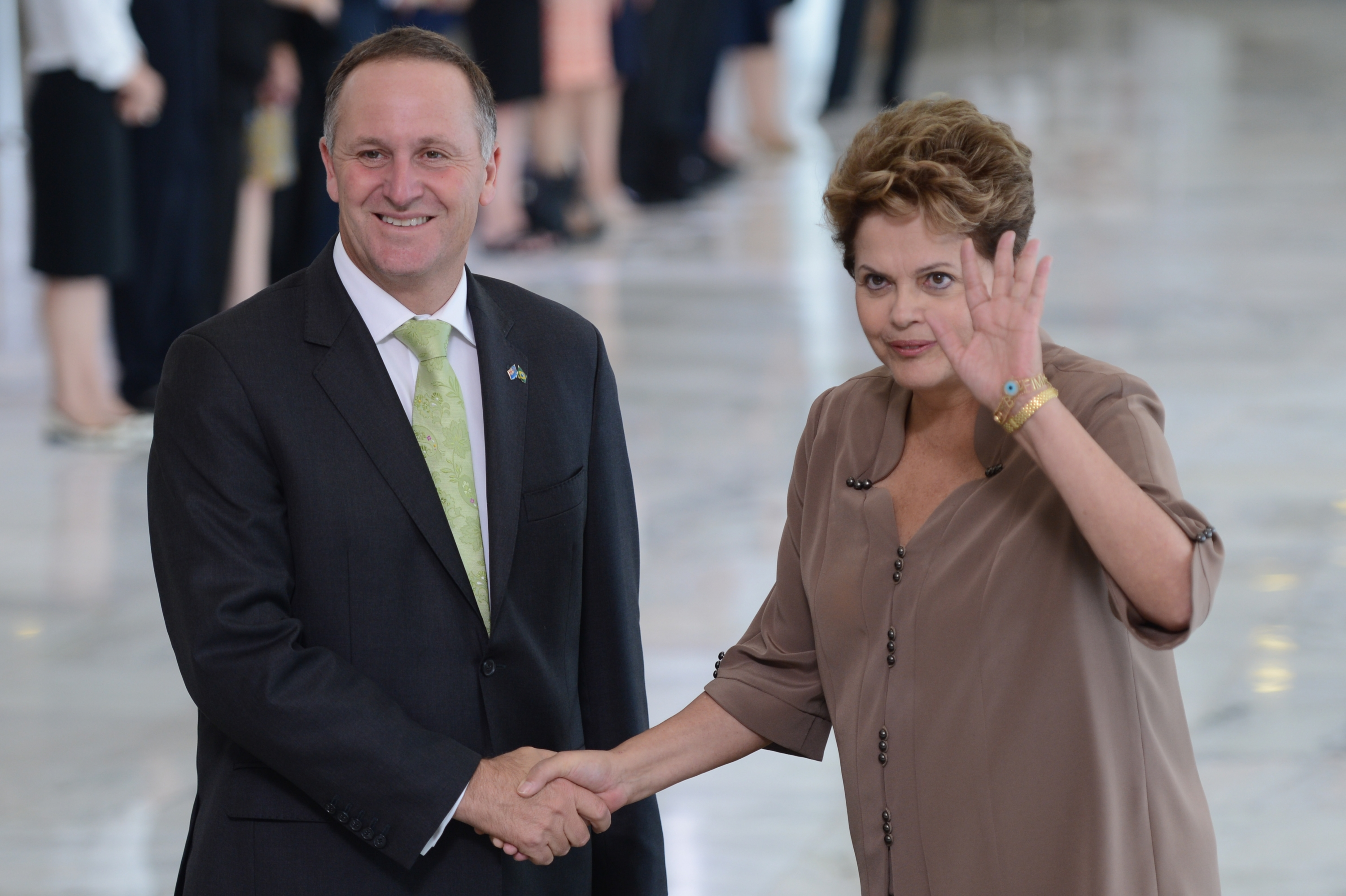
O Primeiro Ministro da Nova Zelândia, John Key, em visita à Presidente Dilma Rousseff ; 2013

Visitas de alto nível do Brasil à Nova Zelândia
- Chanceler Celso Amorim (2008)

Visitas de alto nível da Nova Zelândia ao Brasil 
- Primeira-Ministra Helen Clark (2001)
- Primeiro Ministro John Key (2013)
- Governador-geral Jerry Mateparae (2016)

## Comércio
Em 2018, o comércio total entre as duas nações foi de US $ 204 milhões.  As principais exportações do Brasil para a Nova Zelândia incluem: café em grãos, suco de laranja e fumo. As principais exportações da Nova Zelândia para o Brasil incluem: laticínios, kiwis e peixes.

## Missões diplomáticas residentes

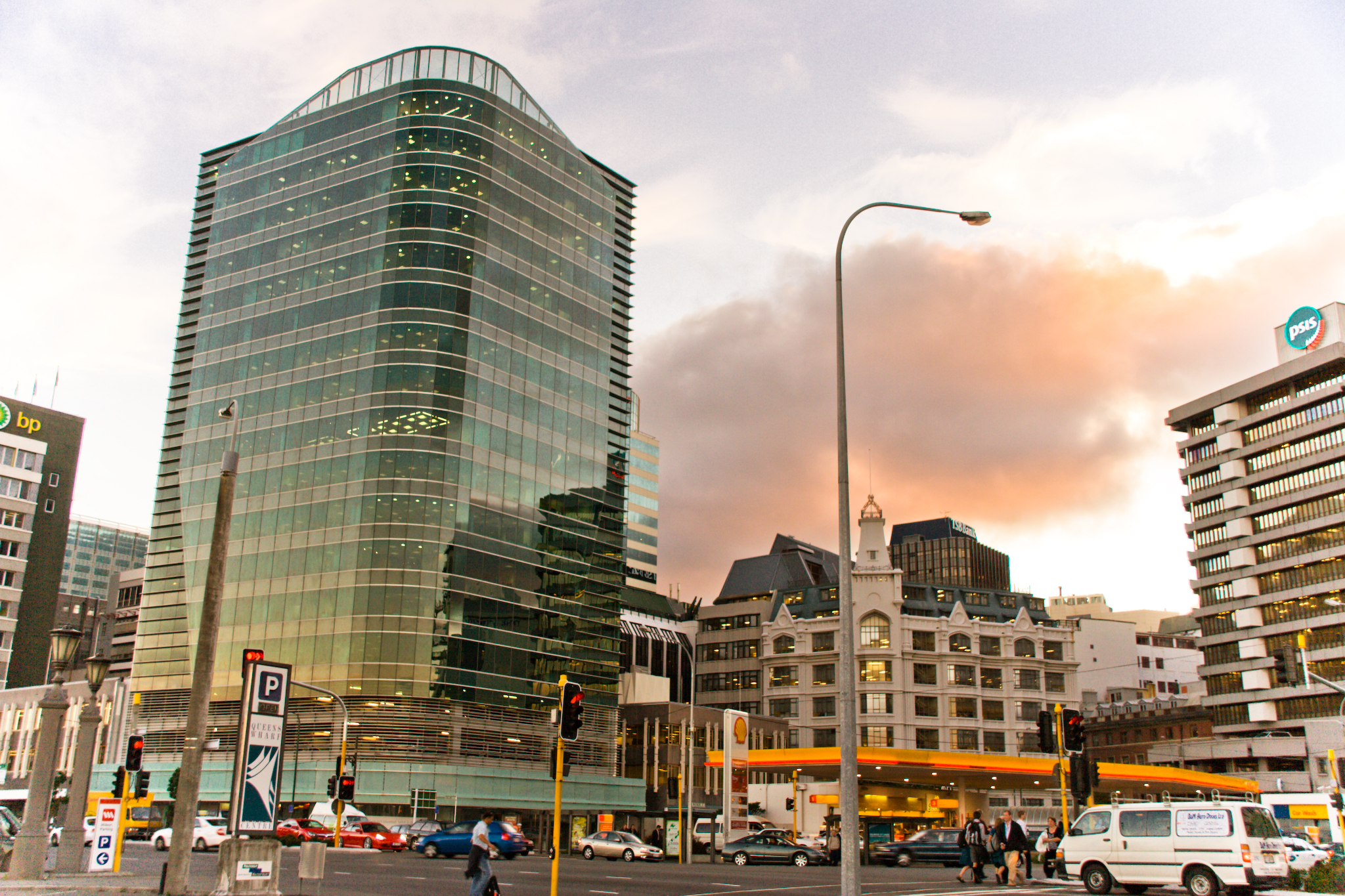
Torre Marítima que hospeda a embaixada do Brasil em Wellington.

- O Brasil tem embaixada em Wellington.[8]
- A Nova Zelândia tem embaixada em Brasília e consulado-geral em São Paulo.[9]